# Georg Dehio
Georg Gottfried Julius Dehio, född 22 november 1850 i Reval, död 19 mars 1932 i Tübingen, var en tysk historiker och konsthistoriker.
Dehio studerade i Dorpat, Göttingen och Bonn, riktade sig först på historien samt blev 1877 privatdocent i historia i München, men ägnade sig sedermera åt konsthistorien, i synnerhet medeltidens och byggnadskonstens, och var på dessa områden en av Tysklands förnämsta auktoriteter. Han utnämndes till professor i konsthistoria i Königsberg 1883, överflyttade 1892 till Strassburg, där han blev emeritus 1914. 
Dehio utgav Hartwich von Stade (1872), Geschichte des Erzbisthums Hamburg-Bremen (två band, 1877), vidare tillsammans med Gustav von Bezold det monumentalt anlagda Kirchliche Baukunst des abendlandes (två band text och sju portföljer planscher, 1884-1901), Hans främsta verk, samt Kunstgeschichte in Bildern (fem delar, 1898-1901), ett illustrationsverk för den konsthistoriska undervisningen. Han utarbetade, enligt uppdrag, Handbuch der deutschen Kunstdenkmäler (fem band, 1905-12; band I och III i andra upplagor 1914 och 1920). Han utgav även Geschichte der deutschen Kunst (två band, 1919).